# CA Platense
Club Atlético Platense – argentyński klub piłkarski z siedzibą w Vicente López, wchodzącym w skład zespołu miejskiego Buenos Aires.

## Osiągnięcia
- Wicemistrz Argentyny: 1916
- Mistrz drugiej ligi argentyńskiej (Primera B Nacional Argentina): 1976
- Mistrz trzeciej ligi argentyńskiej Primera B Metropolitana: 2005/06

## Historia
Platense założony został 25 maja 1905, stając się w początkach jedną z podpór argentyńskiego futbolu. Pomimo tego klub często w swej historii przeżywał gorycz spadku z najwyższej ligi.
W 1921 roku doszło do rozłamu w klubie, wobec czego w dwóch różnych ligach grały dwie drużyny o nazwie Platense, przy czym ten drugi zespół określano w gazetach jako Platense II (który rok później zmienił nazwę na Retiro, a potem na Universal).
W drugiej lidze klub występował od 1956 do 1964, i od 1972 do 1976, gdy zdobyli swój pierwszy tytuł - mistrzostwo drugiej ligi argentyńskiej (Primer Torneo), w wyniku czego awansował do ligi pierwszej (Primera división argentina). W latach 70. klub często był na krawędzi spadku, ratując się cudem w ostatnich kolejkach. Później zdobył sobie sławę dzięki swemu wychowankowi Davidovi Trézéguet, który sprzedany został do AS Monaco.
W lidze pierwszej Platense utrzymał się ponad 20 lat i spadł do drugiej w 1999 roku.
W sezonie 2001/02 doszło do największego kryzysu - klub spadł do trzeciej ligi (Primera B Metropolitana).
Dnia 17 maja 2006 Platense wygrał trzecią ligę i wrócił do ligi drugiej (Primera B Nacional).